# 赖明道
赖明道（1928年—），男，四川重庆人，中国冶金机械专家，曾任东北重型机械学院教授、博士生导师。